# Distretto di Tambillo
Il distretto di Tambillo è uno dei quindici distretti della provincia di Huamanga, in Perù. Si trova nella regione di Ayacucho e si estende su una superficie di 184,45 chilometri quadrati.

Ha per capitale la città di Tambillo e nel censimento del 2005 contava 4.939 abitanti.